# CYB561A3
CYB561A3 (англ. Cytochrome b561 family member A3) – білок, який кодується однойменним геном, розташованим у людей на 11-й хромосомі. Довжина поліпептидного ланцюга білка становить 242 амінокислот, а молекулярна маса — 27 214.
| 10         |  | 20         |  | 30         |  | 40         |  | 50         |
| ---------- |  | ---------- |  | ---------- |  | ---------- |  | ---------- |
| MVSGRFYLSC |  | LLLGSLGSMC |  | ILFTIYWMQY |  | WRGGFAWNGS |  | IYMFNWHPVL |
| MVAGMVVFYG |  | GASLVYRLPQ |  | SWVGPKLPWK |  | LLHAALHLMA |  | FVLTVVGLVA |
| VFTFHNHGRT |  | ANLYSLHSWL |  | GITTVFLFAC |  | QWFLGFAVFL |  | LPWASMWLRS |
| LLKPIHVFFG |  | AAILSLSIAS |  | VISGINEKLF |  | FSLKNTTRPY |  | HSLPSEAVFA |
| NSTGMLVVAF |  | GLLVLYILLA |  | SSWKRPEPGI |  | LTDRQPLLHD |  | GE         |

A: Аланін

C: Цистеїн

D: Аспарагінова кислота

E: Глутамінова кислота

F: Фенілаланін

G: Гліцин

H: Гістидин

I: Ізолейцин

K: Лізин

L: Лейцин

M: Метіонін

N: Аспарагін

P: Пролін

Q: Глутамін

R: Аргінін

S: Серин

T: Треонін

V: Валін

W: Триптофан

Кодований геном білок за функцією належить до оксидоредуктаз. 
Задіяний у таких біологічних процесах, як транспорт, транспорт електронів, альтернативний сплайсинг. 
Білок має сайт для зв'язування з іонами металів, іоном заліза, гемом. 
Локалізований у мембрані, лізосомі, ендосомах.